# Tropidacris cristata
Tropidacris cristata är en insektsart som först beskrevs av Carl von Linné 1758.
Tropidacris cristata ingår i släktet Tropidacris och familjen Romaleidae.

## Underarter
Arten delas in i följande underarter:
- Tropidacris cristata cristata
- Tropidacris cristata dux
- Tropidacris cristata grandis

## Bildgalleri

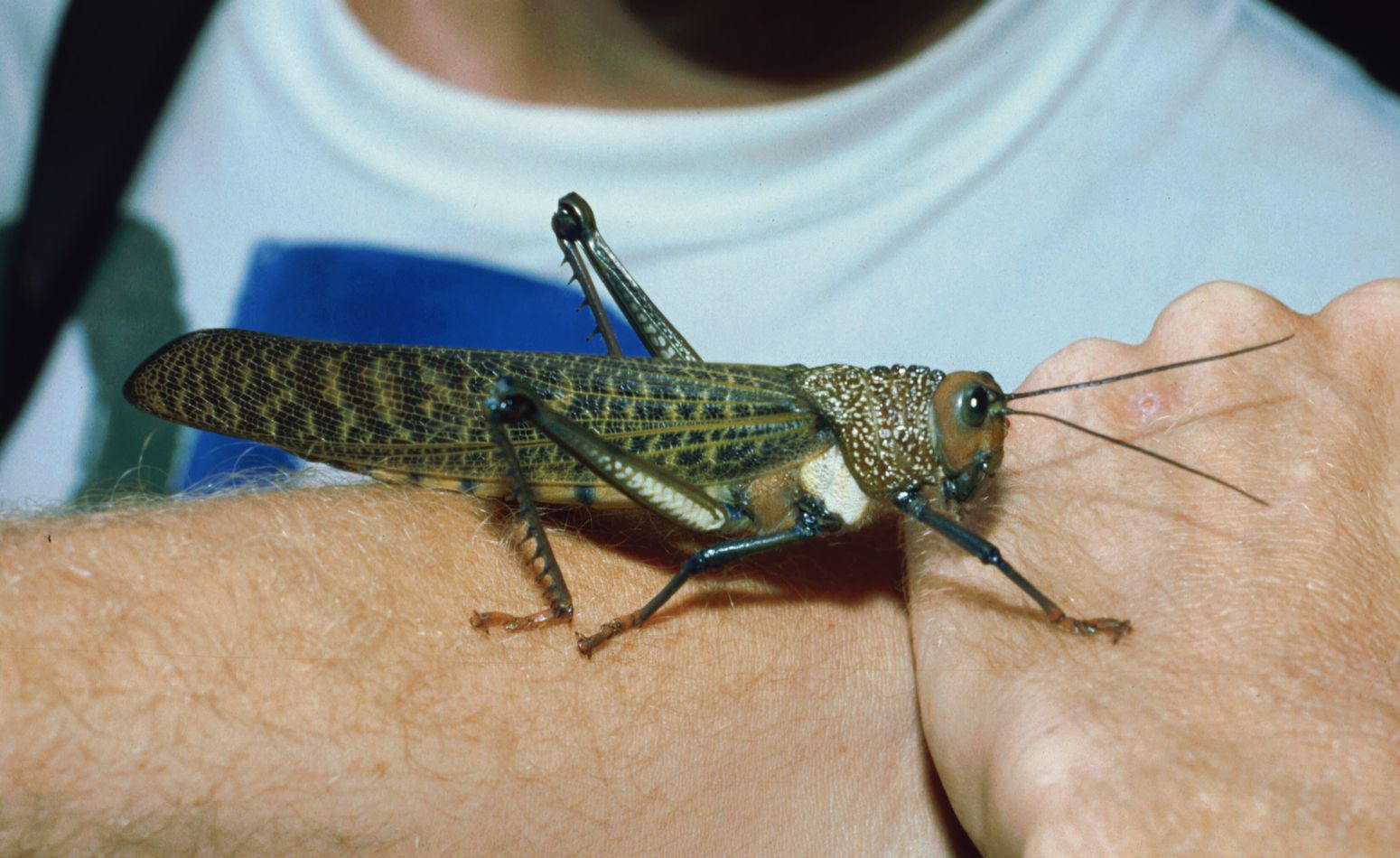
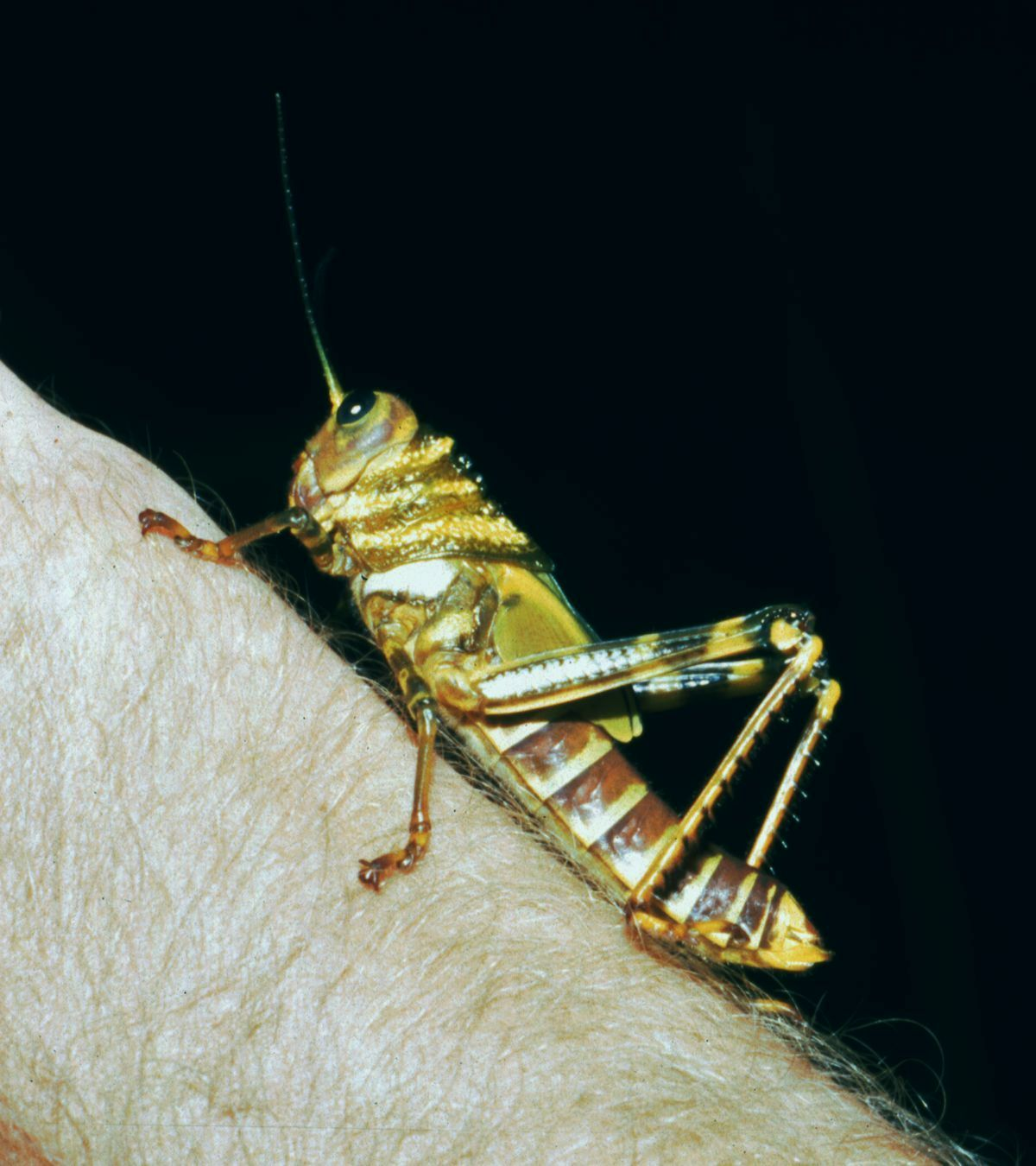
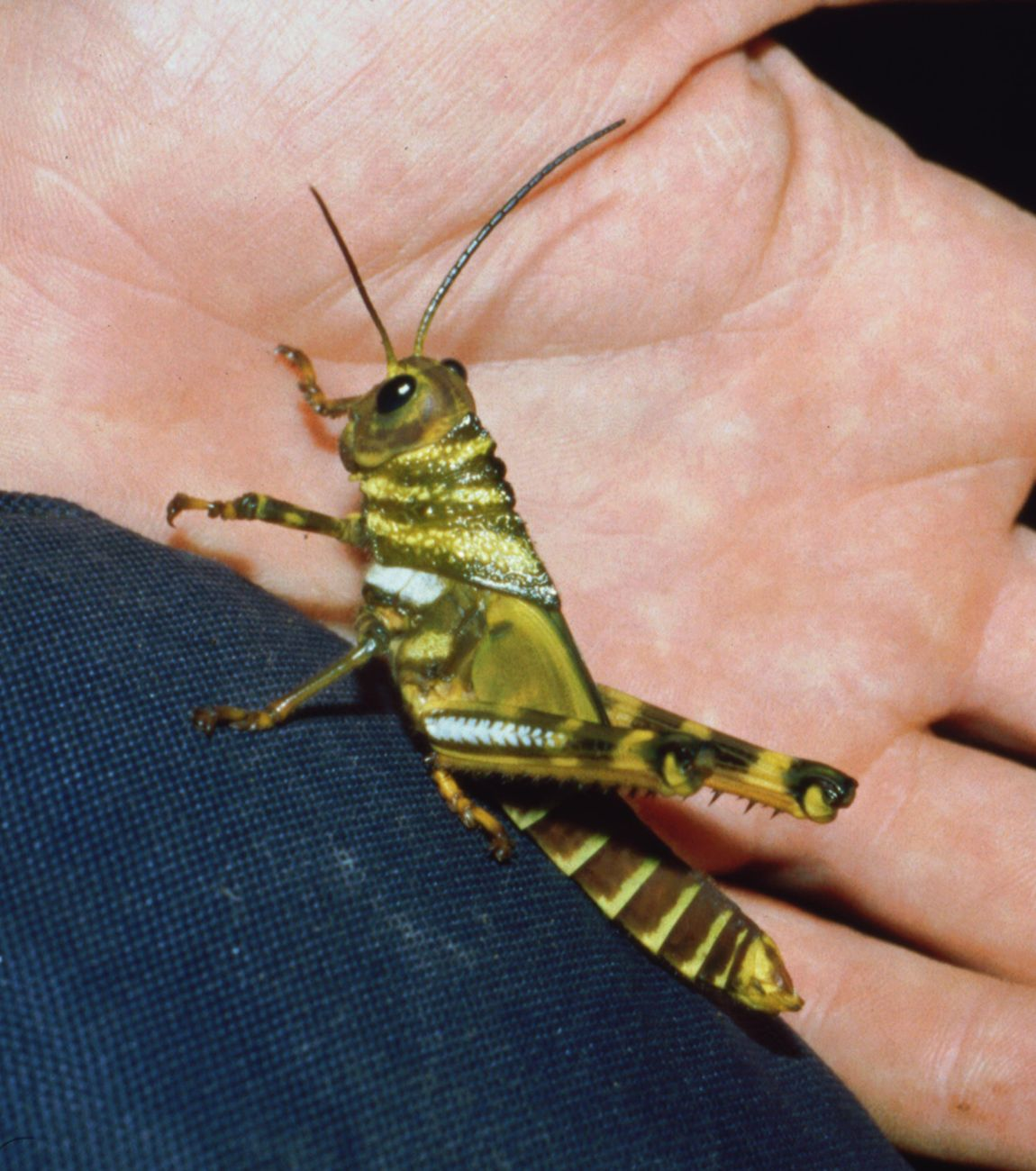